# Бетулин

Бетули́н — кристаллическое органическое вещество, открытое в 1788 году Т. Е. Ловицем в берёзовой воде и содержащееся также в берёзовом дёгте; белое смолистое вещество, заполняющее полости клеток пробковой ткани на стволах берёзы и придающее ей белую окраску; тритерпеновый спирт.
Для получения бетулина, по Б. Т. Вылежинскому, берёсту кипятят с водой, высушивают и извлекают этиловым спиртом; остающийся после отгонки последнего бетулин кристаллизуют из хлороформа и затем из спирта. Пo Гаусману, спиртовой экстракт осаждают уксуснокислым свинцом и удаляют потом свинец углеаммиачной солью.
Бетулин представляет бесцветные призмы состава С30Н50О2, не имеющие запаха, способные возгоняться в кристаллах; температура плавления 258° (всё по Гаусману); в воде нерастворим, но сравнительно хорошо растворяется в кипящем спирте, эфире, хлороформе и бензоле; гидроксид калия и амальгама натрия на него не действуют; при сухой перегонке получается масло с запахом юфти, содержащее ангидрид бетулина C36H56O.
Азотная кислота окисляет бетулин в бетулинамаровую С36H52O16, а хромовая — в бетулоновую кислоту С30H46О3.
Входит в состав лекарственных средств: фильсувез.